# HWA Heavyweight Championship
L'HWA Heavyweight Championship è il massimo alloro della Heartland Wrestling Association.

## Albo d'oro
| Wrestler:                        | Volte: | Data:             | Luogo:         | Note:                                                                                              |  |
| -------------------------------- | ------ | ----------------- | -------------- | -------------------------------------------------------------------------------------------------- |  |
| D'Lo Brown                       | 1      | 5 gennaio 1996    | Fort Wright    | Sconfisse Bobby Blaze nella finale di un torneo.                                                   |  |
| Bobby Blaze                      | 1      | 9 marzo 1996      | Ashland        | |  |
| D'Lo Brown                       | 2      | 16 marzo 1996     | Lima           | Titolo inattivo dal giugno '96 al maggio 2000.                                                     |  |
| Race Steele                      | 1      | 25 maggio 2000    | Cincinnati     | Vinse una finale di un torneo contro Chip Fairway.                                                 |  |
| Chad Collyer                     | 1      | 26 gennaio 2001   | Rising Sun     | Fu poi privato del titolo.                                                                         |  |
| Shark Boy                        | 1      | 27 febbraio 2001  | Cincinnati     | Sconfisse Dean Jablonski e Matt Stryker nella finale di un torneo.                                 |  |
| Race Steele                      | 2      | 16 marzo 2001     | Rising Sun     | |  |
| Cody Hawk                        | 1      | 7 luglio 2001     | Cincinnati     | |  |
| Race Steele                      | 3      | 4 agosto 2001     | Batavia        | |  |
| Nick Dinsmore                    | 1      | 9 agosto 2001     | Cincinnati     | |  |
| Race Steele                      | 4      | 18 agosto 2001    | Dayton         | Titolo vacante il 30 settembre 2001.                                                               |  |
| EZ Money                         | 1      | 14 novembre 2001  | Dayton         | Sconfiggendo D'Lo Brown.                                                                           |  |
| Charlie Haas                     | 1      | 9 gennaio 2002    | Dayton         | Sconfisse Val Venis in un torneo. Privato del titolo il 29 gennaio 2002.                           |  |
| EZ Money                         | 2      | 29 gennaio 2002   | Dayton         | Gli venne consegnato il titolo, dopo che fu privato a Charlie Haas                                 |  |
| Rico Constantino                 | 1      | 15 marzo 2002     | Dayton         | |  |
| Stevie Richards                  | 1      | 17 marzo 2002     | Jeffersonville | |  |
| Race Steele                      | 5      | 20 marzo 2002     | Cincinnati     | |  |
| Johnny The Bull                  | 1      | 8 maggio 2002     | Dayton         | |  |
| Lance Cade                       | 1      | 19 maggio 2002    | Jeffersonville | |  |
| Johnny The Bull                  | 2      | 20 luglio 2002    | Batavia        | |  |
| Lance Cade                       | 2      | 20 luglio 2002    | Batavia        | |  |
| Cody Hawk                        | 2      | 21 luglio 2002    | Jeffersonville | |  |
| Matt Stryker                     | 1      | 17 settembre 2002 | Cincinnati     | |  |
| Chet Jablonski                   | 1      | 9 novembre 2002   | Batavia        | |  |
| Matt Stryker                     | 2      | 3 gennaio 2003    | Batavia        | |  |
| Cody Hawk                        | 3      | 24 marzo 2003     | Wilmington     | |  |
| Matt Stryker                     | 3      | 29 marzo 2003     | Wilmington     | |  |
| Ala Hussein                      | 1      | 15 aprile 2003    | Cincinnati     | |  |
| Chad Collyer                     | 2      | 2 maggio 2003     | Aurora         | Vincendo una battle royal.                                                                         |  |
| Nigel McGuinness                 | 1      | 6 settembre 2003  | Batavia        | |  |
| Hoss                             | 1      | 3 gennaio 2004    | Batavia,       | |  |
| Nigel McGuinness                 | 2      | 6 gennaio 2004    | Cincinnati     | |  |
| El Temor                         | 1      | 17 marzo 2004     | Cincinnati     | |  |
| Rory Fox                         | 1      | 30 marzo 2004     | Cincinnati     | |  |
| Shawn Osborne                    | 1      | 25 marzo 2005     | Dayton         | |  |
| Matt Stryker                     | 4      | 17 giugno 2005    | Cincinnati     | |  |
| Cody Hawk                        | 4      | 23 settembre 2005 | Cincinnati     | Cody Hawk venne privato del titolo dopo essere risultato positivo agli steroidi nel novembre 2005. |  |
| Pepper Parks                     | 1      | 1º gennaio 2006   | Cincinnati     | Sconfiggendo Jon Moxley nella finale di un torneo.                                                 |  |
| Jon Moxley                       | 1      | 9 maggio 2006     | Cincinnati     | |  |
| Chad Collyer                     | 3      | 12 settembre 2006 | Cincinnati     | |  |
| Pepper Parks                     | 2      | 7 novembre 2006   | Cincinnati     | Pepper Parks rese vacante il titolo il 5 dicembre 2006.                                            |  |
| Jon Moxley                       | 2      | 30 dicembre 2006  | Dayton         | Sconfiggendo JT Stahr, "Buffalo Bad Boy" Brian Jennings e Matt Stryker in un Fatal 4-Way.          |  |
| "Buffalo Bad Boy" Brian Jennings | 1      | 2 gennaio 2007    | Cincinnati     | |  |
| BJ Whitmer                       | 1      | 18 gennaio 2008   | Dayton         | Privato del titolo l'11 giugno 2008.                                                               |  |
| Jake Crist                       | 1      | 11 giugno 2008    | Cincinnati     | Sconfiggendo Jon Moxley in un playoff match.                                                       |  |
| "King Vu" Richard Phillips       | 1      | 22 agosto 2009    | Norwood        | |  |
| Aaron Williams                   | 1      | 19 dicembre 2009  | Norwood        | |  |
| Jon Moxley                       | 3      | 6 gennaio 2010    | Middletown     | Jon Moxley incassò il suo "Pick Your Poison" (una specie di Money in the Bank).                    |  |
| Gerome Phillips                  | 2      | 14 luglio 2010    | Middletown     | |  |
| BJ Whitmer                       | 2      | 19 marzo 2011     | Norwood        | |  |
| Jesse Emerson                    | 1      | 27 agosto 2011    | Norwood        | |  |
| Jake Crist                       | 2      | 17 dicembre 2011  | Hamilton       | |  |
| Ron Mathis                       | 1      | 19 ottobre 2012   | Hamilton       | |  |